# Justicia reticulata
Justicia reticulata är en akantusväxtart som beskrevs av Raymond Benoist. Justicia reticulata ingår i släktet Justicia och familjen akantusväxter. Inga underarter finns listade i Catalogue of Life.